# Angel Parker
Angel Parker (Los Ángeles, California; 17 de octubre de 1980) es una actriz estadounidense, más conocida por interpretar a Tasha Davenport en Lab Rats.

## Biografía
Parker nació en Los Ángeles, California, en el UCLA Medical, y creció en el área de Koreatown. En 1992 se mudó a un pueblo en el Sur de California llamado San Clemente, pero la mayor parte de su vida la ha pasado en Los Ángeles.

## Carrera
Luego de mudarse a San Clemente, Parker se inscribió a clases de teatro y comenzó a actuar en obras, musicales, coro y danza. Asistió a la Academia de Artes Dramáticas en Pasadena, y luego estudió en el British American Academy Drama en Oxford, Reino Unido. Luego, volvió a Los Ángeles para comenzar su carrera profesional y empezó a trabajar en teatros de la ciudad.

## Filmografía

### Cine, televisión y videojuegos
| Año       | Título                                            | Papel                     | Notas               |
| --------- | ------------------------------------------------- | ------------------------- | ------------------- |
| 2000      | Ángel                                             | Verónica                  | Serie de televisión |
| 2004      | ShellShock: Nam '67                               | Enfermera #2 (voz)        | Videojuego          |
| 2005      | EverQuest II: Desert of Falmes                    | Varias voces              | Videojuego          |
| 2008      | Condemned 2: Bloodshot                            | Agente Rosa Ángel (voz)   | Videojuego          |
| 2008m     | Mentes criminales                                 | Cajera                    | Serie de televisión |
| 2008      | The Young and the Restless                        | Cliente                   | Serie de televisión |
| 2008      | Shirokishi monogatari: Inishie no Kodo            | Voces adicionales         | Videojuego          |
| 2008-2009 | ER                                                | Gibbs                     | Serie de televisión |
| 2009      | Eli Stone                                         | Esposa recién casada      | Serie de televisión |
| 2009      | The Closer                                        | Miembro de la multitud #4 | Serie de televisión |
| 2009      | Brainstorm                                        | Teresa                    | Serie de televisión |
| 2010      | Castle                                            | Recepcionista             | Serie de televisión |
| 2010      | Hannah Montana                                    | Sharon                    | Serie de televisión |
| 2011      | Saints Row: The Third                             | Voces adicionales         | Videojuego          |
| 2011      | Star Wars: The Old Republic                       | Voces adicionales         | Videojuego          |
| 2012      | Days of Our Lives                                 | Carol                     | Serie de televisión |
| 2012      | Free Samples                                      | Madre de Joel             |                     |
| 2012      | Lab Rats                                          | Tasha Davenport           | Serie de televisión |
| 2012      | The Soul Man                                      | Brenna                    | Serie de televisión |
| 2016      | American Crime Story: The People vs. O.J. Simpson | Dale                      | Serie de television |
| 2017-2019 | Marvel's Runaways                                 | Catherine Wilder          | Serie de televisión |